# Сомовит
Со́мовит (болг. Сомовит) — село в Плевенській області Болгарії. Входить до складу общини Гулянці.

## Населення
За даними перепису населення 2011 року у селі проживали 643 особи, з них 599 осіб (99,7 %) — болгари.
Розподіл населення за віком у 2011 році:
Динаміка населення:

## Уродженці
- Вілі Кавалджієв — болгарський рок-музикант, композитор, учасник гурту «Тангра».